# Koninklijke Racing Club Genk

Logo anterior do Genk

Koninklijke Racing Club Genk (em holandês: [ko ː ˌ nɪŋk.lə.kə ra ː sɪŋ klʏp ʝɛŋk..]), mais conhecido como Racing Genk ou simplesmente Genk, é um clube de futebol belga profissional com sede na cidade de Genk na província do Limburgo belga.
O Racing Genk joga na Liga Belga Pro e já ganhou três títulos de campeão belga, em 1998-99, em 2001-02 e em 2010-11, assim como quatro Copas da Bélgica, mais recentemente, em 2012-13, bem como uma Supercopa da Bélgica, em 2011. Ele se qualificou para a UEFA Champions League na fase de grupos na temporada 2002-03, depois de vencer o Maccabi Haifa, e terminou em quarto lugar no seu grupo com 4 pontos.
O clube formado em 1988 pela fusão da Waterschei Thor com KFC Winterslag, do qual assumiu o número matricule. Tem sido um dos clubes mais bem sucedidos na Bélgica desde o final dos anos 1990 sendo regularmente qualificado para as competições europeias. O clube tem jogado na primeira divisão desde a temporada 1996-97. Manda seus jogos na Arena Cristal. Seu uniforme principal é azul e branco.

## Histórica
- 1923 - FC Winterslag
- 1958 - KFC Winterslag
- 1988 - KRC Genk

## Elenco
- Atualizado em 6 de fevereiro de 2025.[3]

Legenda
- : Capitão.
- : Jogador lesionado

## Titulos
| Nacionais | Nacionais                     | Nacionais | Nacionais                                    |
|           | Competição                    | Títulos   | Temporadas                                   |
| --------- | ----------------------------- | --------- | -------------------------------------------- |
|           | Campeonato Belga              | 4         | 1998-99, 2001-02, 2010-11 e 2018-19          |
|           | Copa da Bélgica               | 5         | 1997-98, 1999-00, 2008-09, 2012-13 e 2020-21 |
|           | Supercopa da Bélgica          | 2         | 2011 e 2019                                  |
|           | Campeonato Belga - 2ª Divisão | 1         | 1975-76                                      |
|           | Campeonato Belga - 3ª Divisão | 1         | 1971-72                                      |

## Uniformes

### 1º Uniforme
| 2020–2021 | 2019–2020 | 2018–2019 | 2017–2018 | 2016–2017 | 2015–2016 | 2014–2015 | 2013–2014 | 2012–2013 | 2011–2012 |

| 2010–2011 | 2009–2010 |

### 2º Uniforme
| 2020–2021 | 2019–2020 | 2018–2019 | 2017–2018 | 2016–2017 | 2015–2016 | 2014–2015 | 2013–2014 | 2012–2013 | 2011–2012 |

| 2010–2011 | 2009–2010 |

### 3º Uniforme
| 2020–2021 | 2019–2020 | 2018–2019 | 2017–2018 | 2016–2017 |  |  |  |  |  |  |  |  |  |  |  |  |  |  |  |  |  |  |  |  |  |  |  |  |  |  | 2014–2015 | 2013–2014 | 2012–2013 |